# Varen is fijner dan je denkt
Varen is fijner dan je denkt was een Nederlands kinderprogramma dat van 23 februari 1957 tot en met 25 mei 1960 werd uitgezonden door de AVRO. Er werden 51 afleveringen van gemaakt.
Het programma ontstond nadat in het televisiespel Het oude jaar dat wilde blijven van Mies Bouhuys, dat werd uitgezonden op 29 december 1956, een kabouter te zien was. Kijkers mochten een naam verzinnen voor deze kabouter, rond wie een kinderserie zou worden uitgezonden. De kabouter werd Tinkeltje genoemd en de kinderserie kreeg dan ook die titel. Maar omdat de kabouter na elf afleveringen uit de serie verdween, werd de reeks omgedoopt in Varen is fijner dan je denkt.
De serie draaide rond de bemanning van het schip M.S. Krikkemikke die allerlei avonturen beleefde, waarvoor men gebruikmaakte van buitenopnamen, schaalmodellen en maquettes om de verre reizen van het schip zo geloofwaardig mogelijk voor te stellen. De eindmelodie werd gezongen door Meneer King (Piet Römer) en ging als volgt:
We laten ons niet strikken. 

We blijven waar we zijn. 

Op onze Krikkemikke. 

Ach varen is zo fijn. 

Wat moet een mens aan land doen. 

Waar kun je beter zijn. 

Dan op de Krikkemikke. 

Ach varen is zo fijn. 

Varen is fijner dan je denkt. 

Vaar met me mee. 

Varen is fijner dan je denkt. 

Ver over zee. 

Varen, varen, varen. 

Vaar met de wind in je rug. 

Vaar zo ver als de sterren en nooit, nee nooit meer terug.
Journaliste Ageeth Scherphuis was tegelijk gastvrouw en actrice in de reeks. "Varen is fijner dan je denkt" werd destijds ook op de BRT uitgezonden.
In 1960, door het vertrek van Mies Bouhuys bij de AVRO, stopte de serie abrupt.

## Personages
Hoofdrollen:
- Meneer King              (Piet Römer)
- Ageeth, de omroepster    (Ageeth Scherphuis)
- Zeefje Hartsuiker        (Cecilia Lichtveld)
- Mevrouw Grazia Morena    (Sepha Dierickx)

Gastrollen:
- Meneer Kong              (Paul Römer)
- Lo Flodder (volwassen)   (Leen Jongewaard)
- Lo Flodder (jongen)      (Alex Lichtveld)
- Kik, het scheepsmaatje   (Dick van der Velde)
- Meneer Hartsuiker        (Frits Butzelaar)
- Carlos                   (Davis Parker)
- Boy B. de Mill           (Eric van der Donk)
- Zwarte Bas               (Jaap Maarleveld)
- Koereweit                (Tabe Bas)
- Walvisvaarder Sören      (Bob Verstraete)
- Quizmaster               (Walter Kous)
- Zeeman                   (Dick Engelbracht)
- Douanier                 (Ben Hulsman)
- Agent de Reus            (Leen Jongewaard)
- Alle rollen kerstverhaal (Marcelle Meulman)
- Pepe                     (Don Vermeire)
- Meneer Leeuwerik, het mannetje op zolder (Leen Jongewaard)

Muziek:
- Pierre Biersma
- Wim van Steenderen

Regie:
- Jef de Groot
- B. van Dobbenburgh
- Mies Bouhuys
- Gijs Stappershoef